# Ise monogatari
Os Contos de Ise (伊勢物語, Ise monogatari) é uma coleção de poemas Tanka japoneses, criados durante o Período Heian. A atual versão contem 125 seções, cada uma combinando poemas e prosa, num total de 209 poemas na maioria das versões.

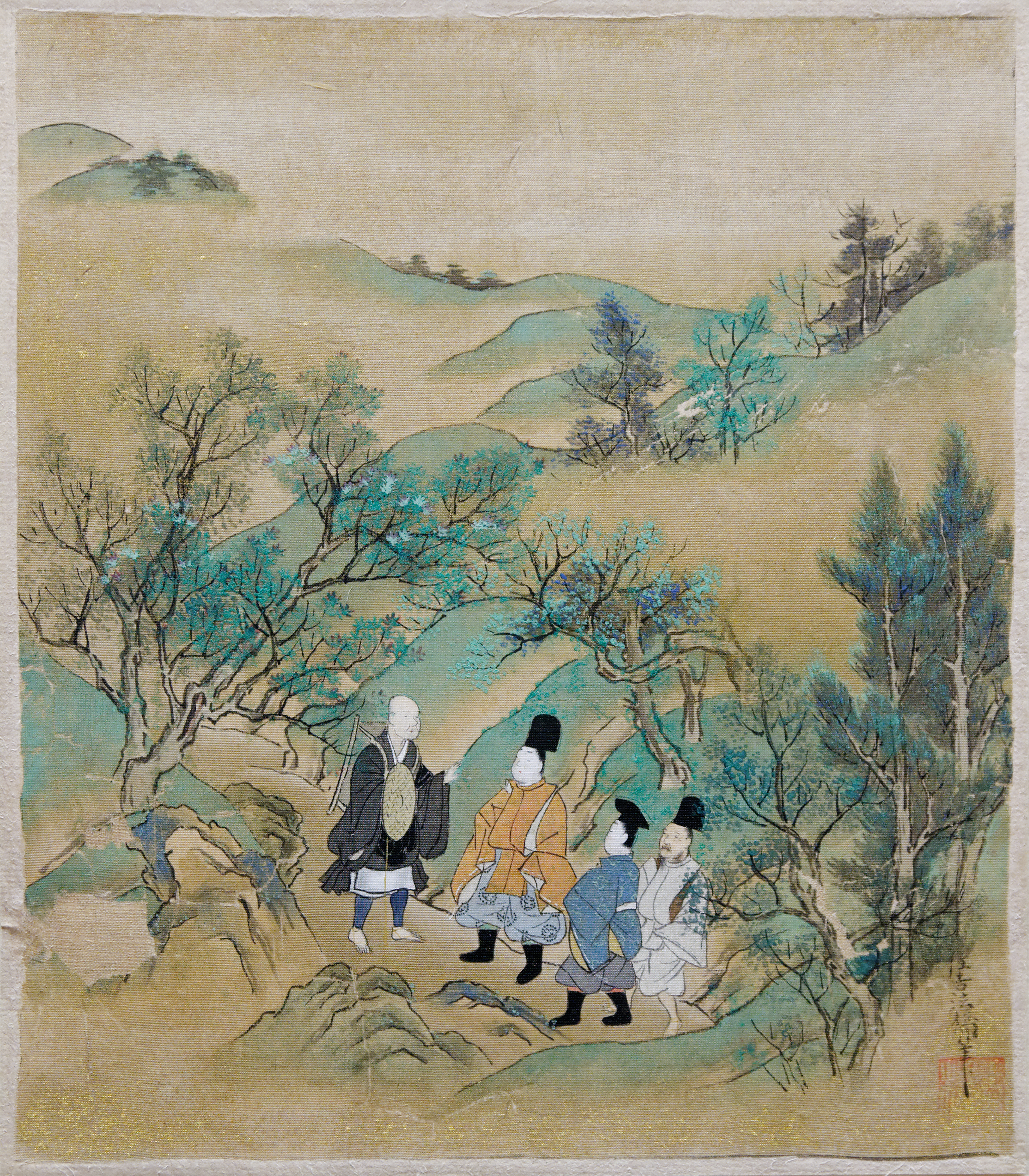
Pintura de Sumiyoshi Jokei ilustrando o episódio 9 dos Contos de Ise, British Museum

A data exata da composição e autoria pode somente ser especulada; a identidade do personagem central anônimo é do mesmo modo ambígua, mas considera-se ser Ariwara no Narihira (825-880).. Trinta dos poemas aparecem no Kokin Wakashū (905), com notas introdutórias similares, todas atribuídas a Narihira. A combinação destes poemas, e a semelhança de alguns acontecimentos dos contos com a vida de Narihira, sugerem que Narihira compôs a obra; entretanto, a inclusão de acontecimentos datando épocas após 880 sugerem o contrário.